# Emil-von-Behring-Preis

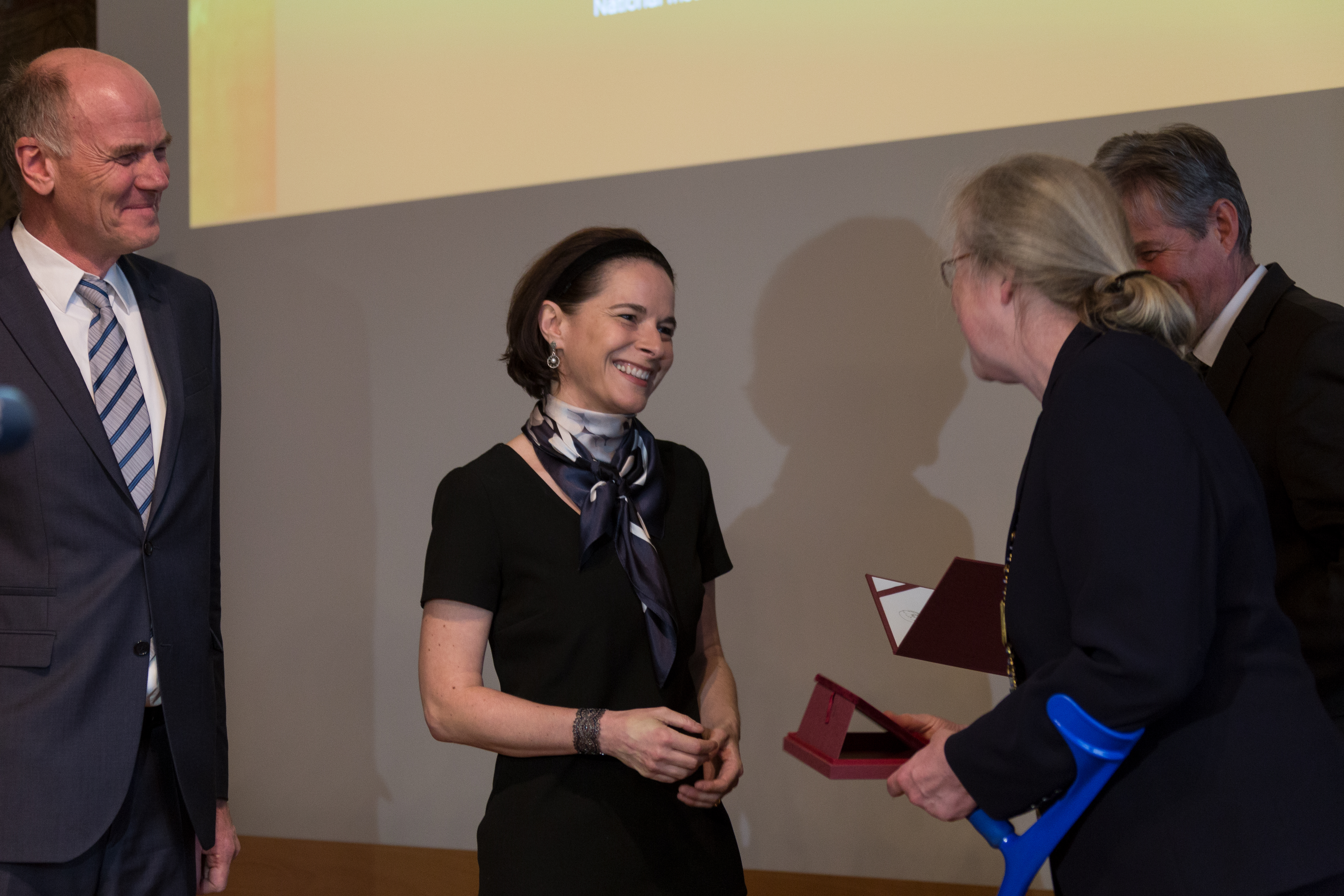
Preisverleihung 2017.
V.r.n.l.: Ulrich Steinhoff – Yasmine Belkaid – Katharina Krause – Jochen Reutter (gsk)

Der Emil-von-Behring-Preis der Philipps-Universität Marburg, benannt nach dem Medizin-Nobelpreisträger Emil von Behring, ist einer der bedeutendsten deutschen Wissenschaftspreise. Er wird seit 1942 etwa alle zwei Jahre verliehen. Der Emil-von-Behring-Preis besteht aus einer Medaille mit dem Porträt des Namensgebers und ist mit 20.000 Euro dotiert (Stand 2023). Laut Satzung werden mit dem Preis Wissenschaftler ausgezeichnet, die sich in medizinischen, veterinärmedizinischen und naturwissenschaftlichen Bereichen verdient gemacht. In Andenken an Emil von Behring sollen dabei Wissenschaftler aus den Bereichen der Immunbiologie und Seuchenbekämpfung favorisiert werden.
Die Deutsche Gesellschaft für Transfusionsmedizin und Immunhämatologie (DGTI) vergibt seit 1990 eine Emil-von-Behring-Vorlesung.

## Preisträger
- 1942 Paul Uhlenhuth
- 1944 Richard Kuhn
- 1948 Hans Schmidt
- 1950 Gaston Ramon
- 1952 Frank Macfarlane Burnet
- 1954 Michael Heidelberger
- 1956 Hans Kleinschmidt
- 1958 Pierre Grabar
- 1960 Fritz Kaudewitz
- 1962 Werner Schäfer
- 1964 Otto Westphal
- 1966 Albert Hewett Coons
- 1968 Milan Hašek
- 1970 Gustav Nossal
- 1972 Michael Sela
- 1974 George Klein
- 1976 Hans J. Müller-Eberhard
- 1978 Peter Perlmann
- 1980 Tomio Tada
- 1982 Robert Huber
- 1984 René Germanier
- 1986 Friedrich Deinhardt
- 1988 Tak Wah Mak
- 1990 Gregory Winter
- 1992 Don Craig Wiley
- 1994 Shigekazu Nagata
- 1996 Ralph M. Steinman
- 1998 Marco Baggiolini
- 2000 Volker ter Meulen
- 2002 Fritz Melchers
- 2004 Ruslan Medzhitov
- 2006 Werner Goebel und Gerhard Gottschalk
- 2008 Klaus Rajewsky
- 2010 Hans-Dieter Klenk
- 2014 Stewart T. Cole
- 2017 Yasmine Belkaid
- 2021 Andreas Peschel
- 2023 Elisabeth Campbell[1]